# Michel Moine (homme politique)
Pour les articles homonymes, voir Moine (homonymie) et Michel Moine (homonymie).
Michel Moine, né le 13 avril 1962 à Chatou, est un homme politique français, membre du Parti socialiste. Il est maire d'Aubusson de 2001 à 2023.

## Biographie
Michel Moine s'est installé en 2000 dans la Creuse, « département que [son] grand-père avait quitté pour Paris », indique-t-il[réf. nécessaire]. Le père de ce grand-père, Pierre Moreau, était le maire de Saint-Georges-Nigremont.
Militant du Parti socialiste depuis 1979, Michel Moine indique sur son blog avoir été membre fondateur de SOS Racisme. [réf. nécessaire]
Il est proche d'Arnaud Montebourg, qu'il a rejoint quelques mois avant le Congrès de Dijon en 2003 [réf. nécessaire]. Il participe activement au courant Nouveau Parti Socialiste, animé par Arnaud Montebourg et Vincent Peillon [réf. nécessaire]. Après l'éclatement de ce courant, à l'issue du congrès du Mans, il choisit de suivre Arnaud Montebourg au sein du nouveau courant, créé par ce dernier, Rénover Maintenant [réf. nécessaire].
Michel Moine a fait campagne pour le non lors du référendum français sur la constitution européenne du 29 mai 2005.
Il a été pendant près de vingt ans l'un des militants du service d'ordre du Parti socialiste [réf. nécessaire]
Il est ancien auditeur de l'IHEDN (151e session régionale 2002-2003).

## Carrière politique
Depuis mars 2001 Michel Moine est maire d'Aubusson, sous-préfecture de la Creuse et 3e ville du département. Il a été réélu en mars 2008, au 1er tour, avec 59,75 % des voix. Il est à nouveau réélu le 23 mars 2014, avec 51,21 %, une maigre majorité (44 voix d'avance contre 404 au précédent scrutin).
Battu aux élections législatives de 2002 par le député sortant RPR, Jean Auclair, Michel Moine a été candidat à la candidature pour les élections législatives de 2007. Il a reçu le soutien de la section socialiste de sa circonscription, mais les instances du PS, avec un mot cruel du premier secrétaire de l'époque, François Hollande, lui ont préféré une candidate, conseillère régionale PS. Celle-ci s'est ensuite effacée au profit de Georges Sarre (Mouvement des Citoyens), dont Michel Moine est devenu le suppléant. Georges Sarre a été très nettement battu au second tour par le député sortant, Jean Auclair (UMP).
Élu conseiller général du canton d'Aubusson en mars 2004, il a occupé la sixième vice-présidence de l'assemblée départementale, chargé de l'enfance et de la famille. Au renouvellement de mars 2011, Michel Moine a été battu d'une voix par son concurrent divers droite, Jean-Marie Massias.Michel Moine a contesté cette élection devant le tribunal administratif de Limoges qui lui a donné raison. L'élection a été annulée. Michel Moine a alors  fait appel devant le Conseil d'État pour inverser le résultat de l'élection à son profit. Pour clarifier la situation son adversaire a démissionné de son poste de conseiller général. Une nouvelle élection a été fixée au 25 septembre 2011 par arrêté préfectoral. Une nouvelle requête de Michel Moine devant le tribunal administratif de Limoges pour annuler la décision du préfet a été rejetée. L'élection a eu lieu à la date prévue. Michel Moine  a été cette fois nettement battu (44,15 % des voix contre 55,95 % à son adversaire Jean-Marie Massias), étant même devancé dans la ville d'Aubusson dont il est le maire. Son recours au Conseil d'État a été rejeté.
Michel Moine, obstiné dans ses ambitions politiques, a été deux fois, sans succès, candidat à la candidature dans la Creuse au titre du parti socialiste pour les élections sénatoriales de 2014 et les élections régionales. Le 18 mars 2016, sur fond de conflit avec le sénateur Jean-Jacques Lozach, il démissionne du parti socialiste. En avril 2024, il démissionne de son poste de conseiller au sein de la marie d'Aubusson.

## Actions politiques
En 2007, Michel Moine proteste contre l'annonce de la suppression du tribunal d'instance d'Aubusson dans le cadre de la réforme de la carte judiciaire, contre laquelle il entame une brève grève de la faim (une demi journée).
À cette occasion, il est poursuivi en diffamation par le député de la 2e circonscription de la Creuse, Jean Auclair, pour avoir accroché sur la façade de l'hôtel de ville d'Aubusson une banderole sur laquelle on pouvait lire : « Non à la fermeture du tribunal d'Aubusson, réclamée par Jean Auclair ». Il sera relaxé par le tribunal correctionnel de Guéret.

## Démission de la présidence de Creuse Grand-Sud
Michel Moine a présidé la communauté de communes Aubusson-Felletin, puis la communauté de communes Creuse Grand Sud, issue de la fusion entre Aubusson-Felletin et Plateau de Gentioux, au 1er janvier 2014. Elle compte 26 communes. Il a été réélu à cette fonction le 29 avril 2014, avec 69,56 % des voix, face à Bernard Chirac, élu de l'opposition municipale d'Aubusson.
Le 29 septembre 2016, quelques jours après l'annonce de sa démission de la présidence de cette collectivité territoriale, La Montagne publie un long article intitulé "Grand déballage à Creuse Grand Sud sur fond de gouffre financier et de dénonciation du  « système Moine ». L'auteur de l'article, Eric Donzé, écrit : "Jamais, de mémoire de journaliste, un tel réquisitoire public n'a été dressé en Creuse contre une personnalité politique".
Lors de la séance du Conseil Municipal d'Aubusson du 4 octobre 2016, Michel Moine a déclaré que la délibération en date du 27 août 2015 portant sur une ligne de trésorerie était un faux et qu'il avait "décidé de porter plainte pour ce faux manifeste en écriture publique. Il n'en reste pas moins que le rapport final de la Direction régionale des finances publiques, communiqué aux élus fin novembre 2016, constate "que les derniers budgets étaient bien "insincères" et le montant du trou est toujours sidérant : « Une trésorerie négative de 3,88 millions d'euros et un défaut de paiement qui représente 2 millions d'euros »".
Le 4 mars 2019, le président de la Chambre régionale des comptes de Nouvelle-Aquitaine en personne, Jean-François Monteils, a commenté les difficultés de "Creuse Grand Sud" dans une vidéo disponible sur le site de la CRC. Il explique notamment que l'opacité de la gestion et la gravité de la situation financière se situaient à des niveaux "rarement vus".
Le directeur des services de la communauté de communes, Jean-Sébastien Combe Maës, s'est donné la mort. Son corps a été retrouvé le 28 juillet 2017 à Saint-Sulpice-les-Champs.
Michel Moine l'accusait d'avoir agi seul dans cette affaire de faux en écriture publique et a donc déposé plainte. Le directeur des services soutenait qu'il avait agi sous la pression de son président. Dans un roman à clef écrit sous un pseudonyme et publié à sa demande après sa mort , dans lequel les personnages sont bien facilement identifiables, Jean-Sébastien  Combe Maës brosse un portrait à charge de celui qu'il appelle « Pierre Pasteur ».
Pour la deuxième fois, le 17 novembre 2017, les élus d'opposition d'Aubusson ont demandé à Michel Moine de démissionner de ses fonctions de maire. Il n'a pas donné suite.

## Gestion de la commune d'Aubusson
Le rapport de la Chambre régionale des comptes de Nouvelle Aquitaine sur la gestion de la commune d'Aubusson du 28 août 2018, rendu public un mois plus tard, souligne qu'en matière de fiabilité des comptes, le contrôle effectué a « mis en  évidence de nombreuses anomalies » . La Chambre a également "constaté que le règlement intérieur du conseil municipal [adopté en juillet 2014] (...) encadre strictement le temps de parole des conseillers, ce qui pourrait méconnaître le droit d'expression des élus municipaux".